# Tiroteo en Jacksonville de 2018
El tiroteo en Jacksonville de 2018 fue un tiroteo masivo que aconteció el 26 de agosto de 2018, durante un torneo en línea del videojuego Madden NFL 19, un simulador de fútbol americano, que se celebraba en el GLHF Game Bar del centro comercial Jacksonville Landing en Jacksonville, Florida, Estados Unidos. Hubo tres muertos, incluido el perpetrador que se suicidó a continuación, y once heridos .

## Víctimas
Las dos víctimas mortales fueron dos jugadores profesionales, Eli Clayton de 22 años, apodado "Trueboy" y procedente de Woodland Hills, California, y Taylor Robertson de 27, casado y con un hijo pequeño, procedente de Virginia Occidental, apodado "Spotmeplz" y campeón del anterior torneo Madden 17 Classic 2016. Compañeros jugadores, patrocinadores y organizaciones deportivas expresaron sus condolencias a través de las redes sociales.

## Autor
El autor de la masacre, David Katz, de 24 años y residente en Baltimore, Maryland, era otro jugador profesional de videojuegos. Acababa de perder cuando sacó un arma y comenzó a disparar indiscriminadamente.
El evento se desarrollaba en directo, por lo que antes de suspenderse la emisión otros jugadores en línea pudieron oír desde sus pantallas de juego disparos y gritos. La policía informó que el tirador apuntó solamente a otros jugadores y no al público y que había comprado las dos pistolas legalmente. David Katz, apodado "Bread", había sido el ganador del torneo Madden 17 Bills Championship. Florida fue escenario de una serie de tiroteos en los últimos años, con el tiroteo del instituto de Parkland a principios del mismo 2018 donde un exestudiante asesinó a 17 personas, el tiroteo en el aeropuerto de Fort Lauderdale en 2017 con cinco personas abatidas y el tiroteo de la discoteca Pulse en Orlando en 2016, con 49 víctimas.